# Jung Dong-hyun
Pour les articles homonymes, voir Jung.
Dans ce nom, le nom de famille précède le nom personnel.
Jung Dong-hyun (en coréen : 정 동현) est un skieur alpin sud-coréen, né le 1er juin 1988 à Ganseong.

## Biographie
Il compte trois sélections olympiques à son actif : 2010, 2014, où il se classe 41e du slalom géant et 2018, à Pyeongchang, dans son pays, où il prend la 27e place du slalom.
Actif dans les courses FIS depuis 2004, il connaît sa première expérience mondiale à l'Universiade d'hiver de 2009, où il est cinquième du slalom géant.
Il prend son premier départ en Coupe du monde en décembre 2010 à Beaver Creek. Il marque ses premiers points en janvier 2017 à l'occasion du slalom de Zagreb, qu'il termine 14e. Il gagne aussi la médaille d'or aux Jeux asiatiques d'hiver de 2017 en slalom.
Il est sélectionné pour ses premiers championnats du monde en 2015, à Beaver Creek, terminant 25e du slalom.
Au niveau continental, il est notamment le vainqueur de la Coupe d'Asie de l'Est en 2010, 2011, 2012, 2016, 2019 et 2020.

## Palmarès

### Jeux olympiques
| Épreuve / Édition   | Descente | Super G | Slalom géant | Slalom  | Combiné |
| ------------------- | -------- | ------- | ------------ | ------- | ------- |
| JO 2010 Vancouver   |          |         |              | Abandon |         |
| JO 2014 Sotchi      |          |         | 41e          | Abandon |         |
| JO 2018 Pyeongchang |          |         | Abandon      | 27e     |         |

### Championnats du monde
| Épreuve / Édition          | Descente | Super G | Slalom géant | Slalom | Combiné alpin | Par équipes |
| -------------------------- | -------- | ------- | ------------ | ------ | ------------- | ----------- |
| Mondiaux 2015 Beaver Creek |          |         | 40e          | 25e    |               |             |

### Coupe du monde
- Meilleur classement général : 114e en 2017.
- Meilleur résultat : 14e.

#### Classements par saison
| Année/Classement | Général | Général | Descente | Descente | Slalom | Slalom | Slalom géant | Slalom géant | Super G | Super G | Combiné | Combiné |
| Année/Classement | Class.  | Points  | Class.   | Points   | Class. | Points | Class.       | Points       | Class.  | Points  | Class.  | Points  |
| ---------------- | ------- | ------- | -------- | -------- | ------ | ------ | ------------ | ------------ | ------- | ------- | ------- | ------- |
| 2017             | 114e    | 23      | -        | -        | 41e    | 23     | -            | -            | -       | -       | -       | -       |
| 2018             | 151e    | 4       | -        | -        | 55e    | 4      | -            | -            | -       | -       | -       | -       |
| 2019             | 133e    | 11      | -        | -        | 49e    | 11     | -            | -            | -       | -       | -       | -       |
| 2020             | 143e    | 10      | -        | -        | 53e    | 10     | -            | -            | -       | -       | -       | -       |

### Jeux asiatiques
- Astana-Almaty 2011 : 
  -  Médaille d'or au combiné.
  -  Médaille de bronze en descente.
- Sapporo 2017 : 
  -  Médaille d'or au slalom.

### Championnats de Corée du Sud
- Champion de slalom en 2007, 2012, 2013, 2017, 2018 et 2022.
- Champion du slalom géant en 2007, 2008, 2012, 2013, 2018 et 2022.